# Фоторушниця

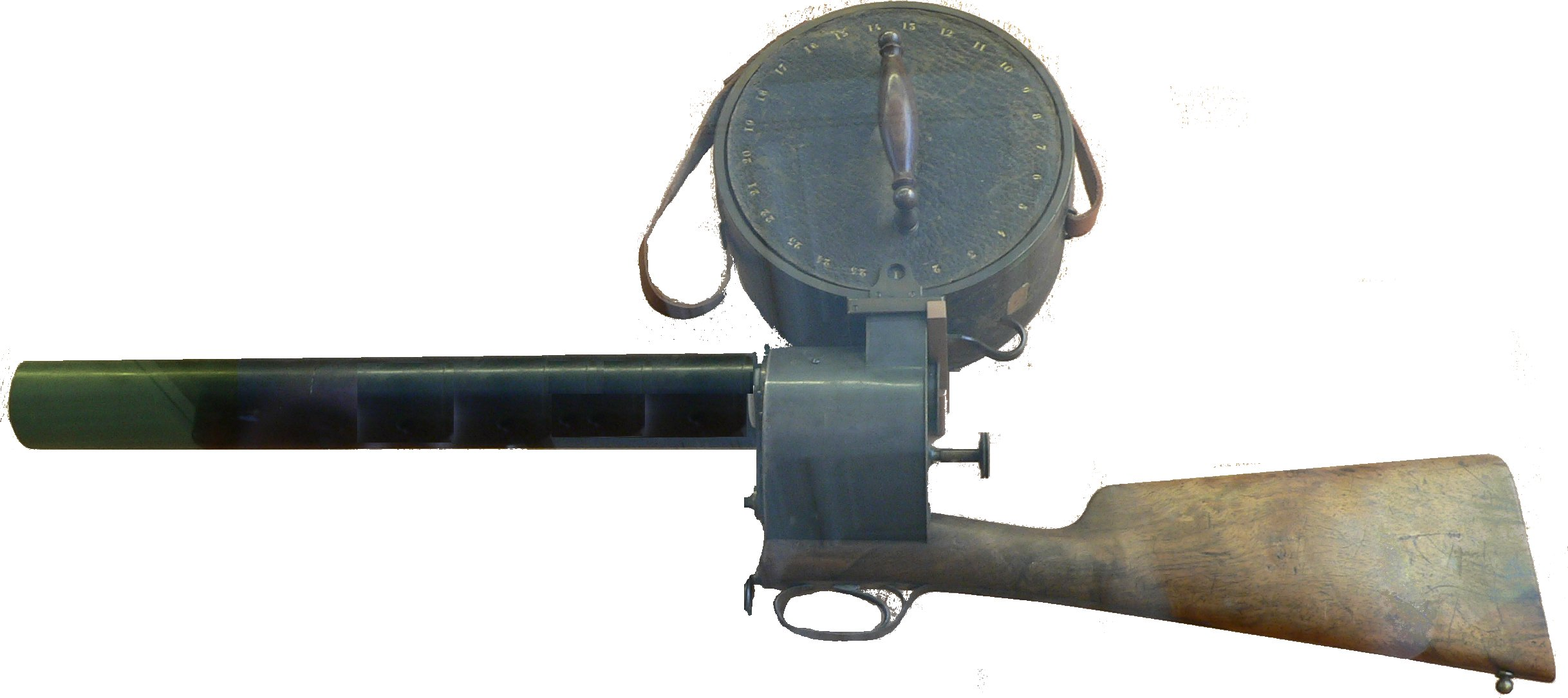
Фоторушниця Маре

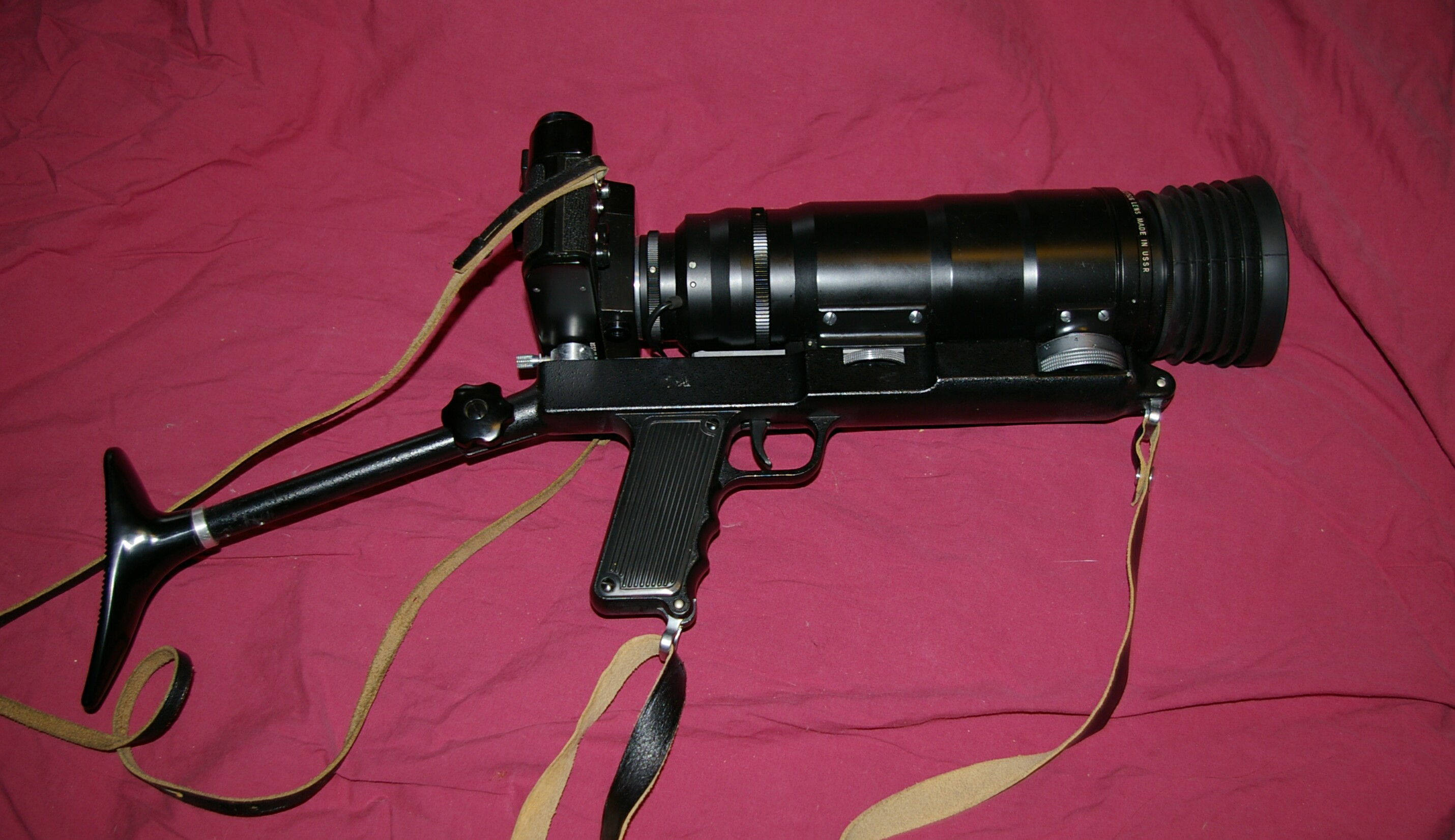
«Фотоснайпер» ФС-12

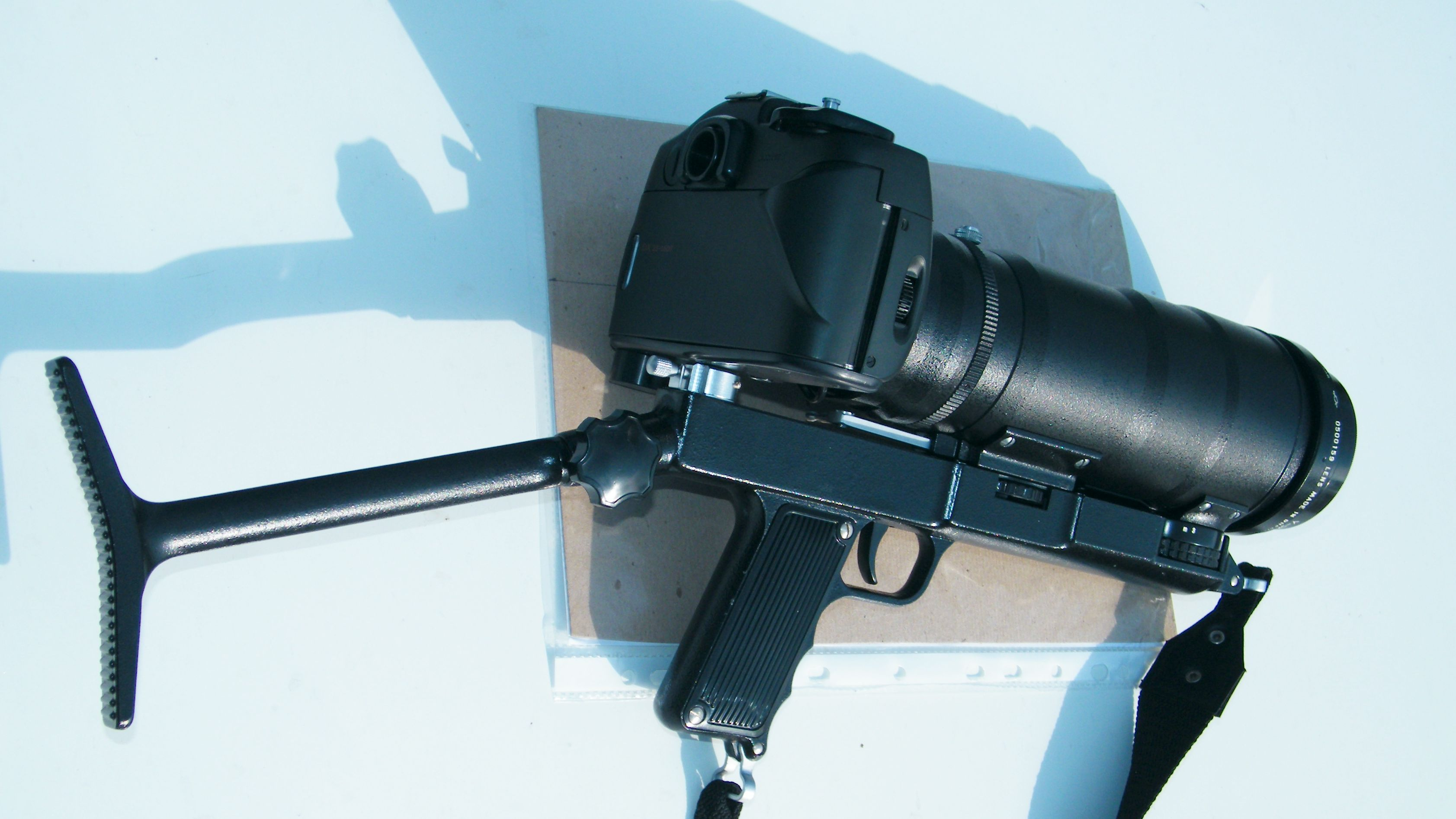
«ФС-412»: фотоапарат «Зеніт-412S», об'єктив «Таір-3С»

Фоторушниця — спеціальний фотоапарат з довгофокусним об'єктивом (телеоб'єктивом), призначений для знімання з рук. Це фотокамера (зазвичай дзеркальна) з об'єктивом, забезпечена ложею подібно до рушничної, або тримальною конструкцією з пістолетним руків'ям і плечовим упором. Застосовується для знімання віддалених об'єктів в польових умовах (фотополювання, фоторепортаж, фоторозвідка тощо). Спуск затвора фотокамери проводиться натисненням на спусковий гачок. Зазвичай присутній механізм, що полегшує швидке наведення різкості.

## Історія

### Перші застосування
Перші конструкції, які можна назвати фоторушницею, були створені в кінці XIX ст. в Франції Етьєном-Жюлем Маре в 1882 р., у Великій Британії Сендс і Хантером (Sands & Hunter) в 1885 р., Лоуренсом (Lawrance) в 1892 р.. У 1915 р. фірма Thornton-Pickard за замовленням британських ВПС вмонтувала плівкову фотокамеру у кожух стовбура кулемета «Льюїс», цей агрегат застосовувався для тренування стрільців.

### Фоторушниці в СРСР
З пізніших зразків найбільш відомі радянські фоторушниці «Фотоснайпер», що вироблялися Красногорським механічним заводом (КМЗ). Перший «Фотоснайпер» невеликою партією був випущений в 1937 році в Державному оптичному інституті (рос. «ГОИ»), потім аналогічну модель під назвою «ФС-2» почали виробляти на КМЗ.
«ФС-2» (1944–1945) — доопрацьована далекомірна камера ФЕД із дзеркальним видошукачем-приставкою, об'єктивом «Таїр-2» (фокусна відстань 300 мм, відносний отвір 1:4,5) і дерев'яною ложею рушничного типу. «ФС-2» вироблявся для збройних сил і офіційно називався «ручний апарат для фоторозвідки».
У «Фотоснайпері ФС-3» (1965–1982) застосована дзеркальна камера «Зеніт-ЄС» (варіант камери «Зеніт-Е» з додатковою спусковою кнопкою на нижній стінці для сполучення зі спусковим механізмом фоторушниці) і об'єктив «Таїр-3ФС» (фокусна відстань 300 мм, відносний отвір 1:4,5, діафрагма з пружинним приводом, що вимагає попереднього взводу). Ложа металева, з пістолетним руків'ям. Камера могла зніматися з ложі й використовуватися окремо з будь-яким сумісним об'єктивом (в комплект постачання «ФС-3» входив об'єктив «Геліос-44-2» 2/58 мм). «ФС-3» і наступні моделі Красногорських «Фотоснайперів» призначалися для споживчого ринку.
У СРСР конструювання і виготовлення фоторушниць було помітним напрямком технічної творчості фотолюбителів.